# La gramàtica catalana. Curs mitjà
La gramàtica catalana. Curs mitjà va ser publicat l'any 1918 a Barcelona per l'Associació Protectora de l'Ensenyança Catalana. L'any 1936 tenia cinc edicions les quals eren idèntiques a la primera però amb alguna diferència, com ara en la portada (a partir de la tercera edició no apareix el subtítol Curs mitjà), a la capçalera del llibre i en el cos de l'obra. Aquest llibre és la primera obra publicada a Espanya referent a la gramàtica basada en fets de llengua, deixant de banda la gramàtica de tipus lògic típica d'Aristòtil.
L'obra sencera està dividida en tres volums: curs elemental, curs mitjà, curs superior. El curs superior estava destinat a la Càtedra de Llengua Catalana, mentre que el curs elemental i mitjà estaven adreçats a centres diversos. És un llibre que serveix com a suport dels docents, per tant, l'alumne no l'entendrà sense l'explicació del professor, tal com diu Fabra en l'"Advertiment" inicial del llibre:
No cal dir que el present llibre no ha d'ésser fet aprendre de memòria. Ni tan solament ha de fer-se'n llegir a l'alumne cap fragment que no hagi abans estat explicat a classe. Altrament no l'entendria. Quan el noi comprèn bé un punt qualsevol mitjançant les explicacions del mestre i exercicis fets a classe, solament llavors és quan pot ésser profitosa la lectura del llibre, on el noi troba condensat en una definició o en una regla allò que el mestre ha aconseguit prèviament fer-li entendre.
És un llibre didàctic allunyat de les directrius normatives que apareixen en moltes de les seves obres. Està destinat a nens de més d'onze anys i sempre amb l'explicació d'un mestre, ja que serveix perquè l'alumne sigui capaç de distingir les formes correctes i/o tolerables de la llengua (estàndard) de les que no ho són.

## Continguts
Aquesta obra no és una gramàtica normativa sinó que és descriptiva i està basada en el funcionament de la llengua. El llibre està dividit en tres grans temes: el primer és El nom i els seus atributs; el segon, Els verbs i els seus complements i modificadors; i, finalment el tercer titulat Resum de morfologia.
Els continguts estan explicats amb una senzillesa expositiva i Fabra fa ús d'exemples i exercicis per tal de fer el temari més entenedor, situats en llocs estratègics per complementar les explicacions. En alguna ocasió, quan el temari està ben exemplificat no veu necessari incloure cap exercici de reforç, mentre que quan intueix que l'alumne podria no entendre l'enunciat de l'exercici posa un exemple resolt per facilitar la comprensió.
Pompeu Fabra va ser mestre de llengua i això es pot observar en els recursos didàctics que utilitza en aquest Curs mitjà.